# Туризм в Новгородской области

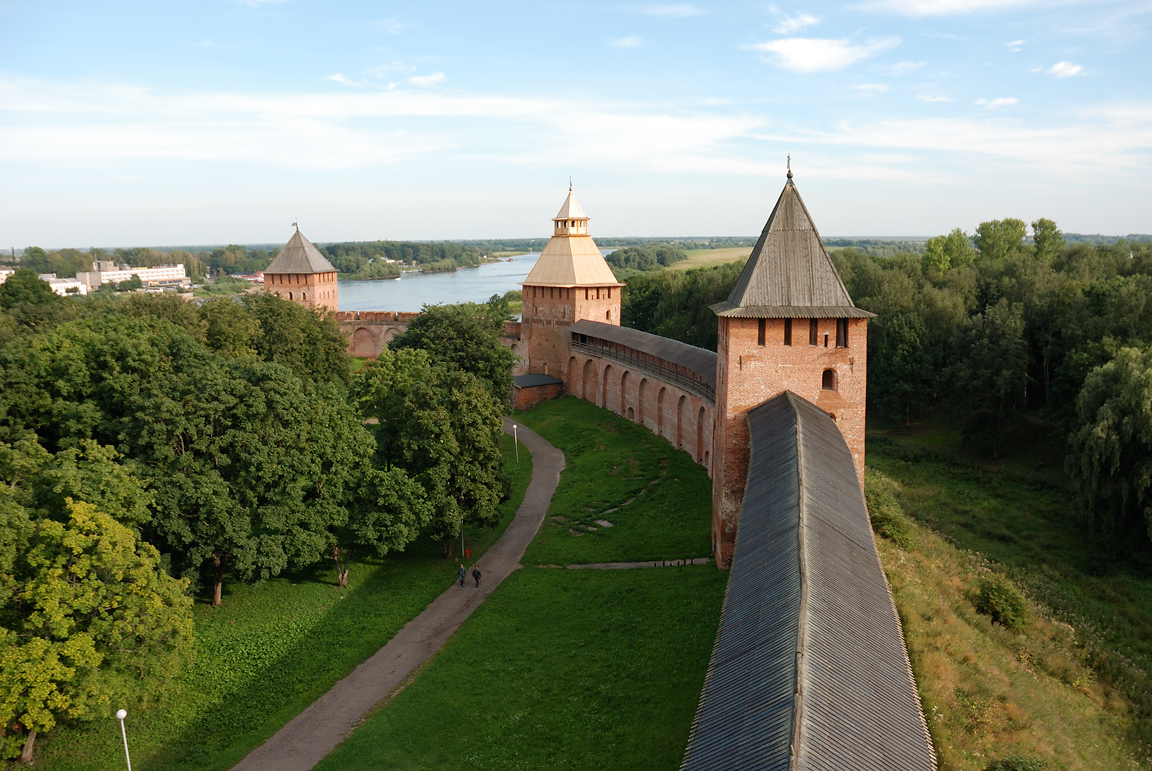
Новгородский детинец

Туризм в Новгородской области подразделяется на культурно-познавательный (64%); летний и зимний отдых в пансионатах и на базах отдыха, а также лечебно-оздоровительный (22%); религиозный, детский туризм. Вклад туризма в региональную экономику с учётом смежных  отраслей составляет 3,6 %.

## Достопримечательности
Основу историко-культурного наследия составляет история Новгородской республики. Исторический центр Новгорода и памятники его окрестностей включены в список Всемирного Наследия ЮНЕСКО (37 памятников и ансамблей).
На территории области располагается Государственный природный заповедник Рдейский, национальный парк Валдайский и 27 природных заказников.
Курортный город Старая Русса известен с XIX века.

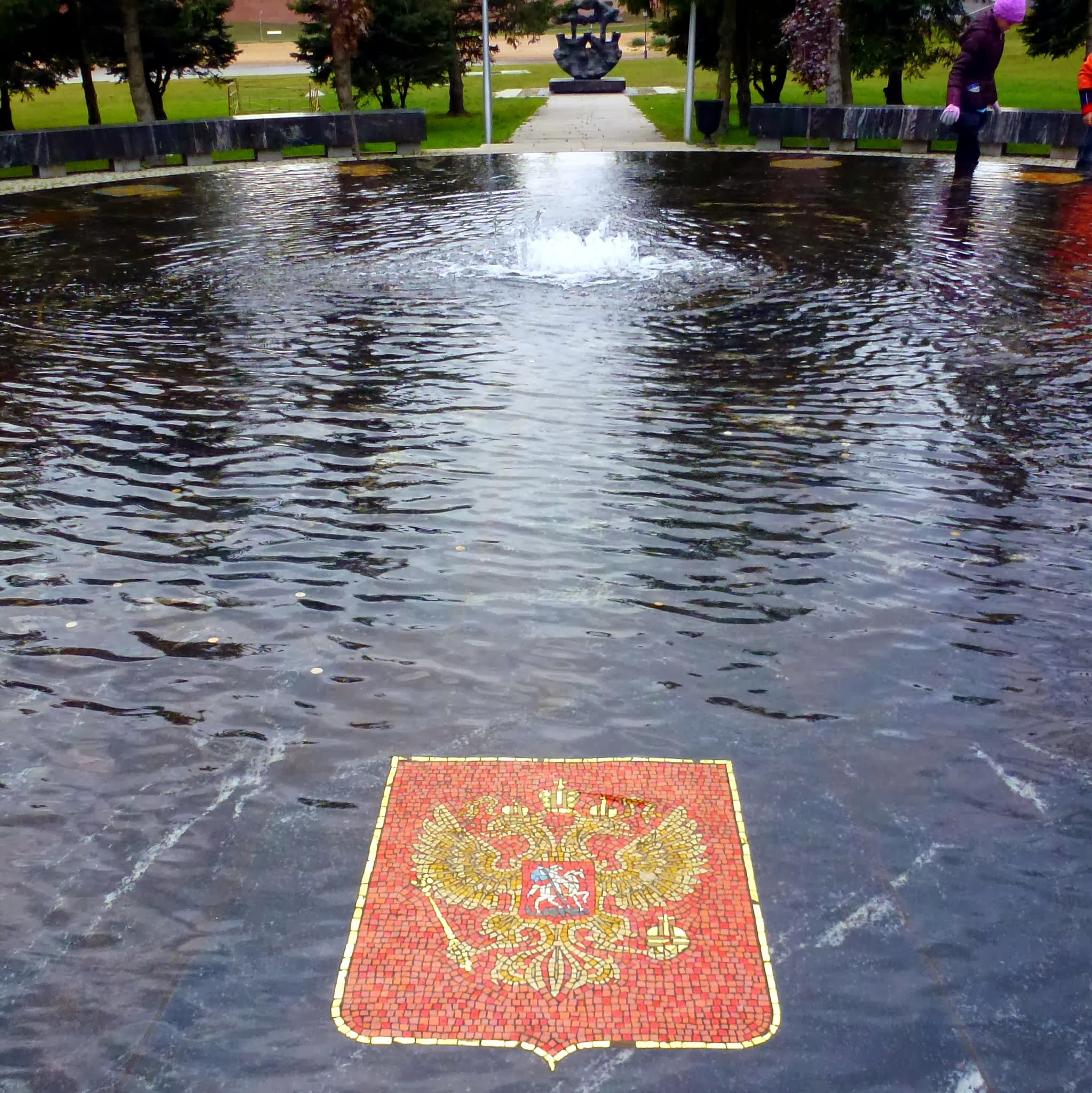
Ганзейский фонтан. Гранитный круг символизирует стол переговоров. По радиусу круга выложены мозаикой гербы 16 стран, входящих в Ганзейский союз Нового времени. В композицию «Ганзейский знак» входит фонтан и скульптура в виде двух стилизованных кораблей. Вместо парусов у них сплетённые кроны деревьев, обозначающих единение стран и времён. Знак установлен в 2009 году.

Великий Новгород и Старая Русса входят в межрегиональный туристский проект «Серебряное ожерелье России» как старинные ганзейские города. В Великом Новгороде туристов знакомят с одной из достопримечательностей нового времени — Ганзейским знаком, архитектурной композицией, в которую входят круглая гранитная плита, украшенная мозаичным панно с изображением гербов 16 стран Европы, города которых входят в Ганзейский союз Нового времени. В центре плиты — фонтан. В композицию входят также бронзовая скульптура, изображающая два стилизованных древних торговых судна, русскую ладью и ганзейский когг, которым паруса заменяют сплетенные кроны деревьев, и верстовой столб с указателями расстояний до всех российских городов, входящих в Ганзейский союз Нового времени и Союз русских Ганзейских городов.

## Водный туризм
Представлен маршрутами: Москва — Великий Новгород, Санкт-Петербург — Великий Новгород и Вологда — Великий Новгород. Наиболее известными озёрами и реками являются Селигер, Вельё, Валдайское, Мста, Ловать, Пола, Шелонь. Существуют источники минеральных вод. Основной рекреационный ресурс Новгородской области — озеро Ильмень.

## События и фестивали
- Межрегиональный фестиваль авторской песни «Мстинские созвучия» (Ровное, Боровичский район)
- Межрайонный фестиваль военно-спортивных народных игр «Русская сила» (Кончанское-Суворовское)
- Международный фестиваль народного искусства и ремесел «Садко» (Витославлицы)
- День города в Великом Новгороде
- Межрегиональный Фестиваль раннесредневековой культуры «Княжья Гора» (Батецкий район)
- Международный театральный фестиваль камерных спектаклей по произведениям Ф.М. Достоевского (Великий Новгород, Старая Русса)
- Международный военно-исторический фестиваль «Забытый подвиг — Вторая Ударная армия» (Тёсово-Нетыльский)

## Статистика
В последние годы отмечается активный рост числа туристов и посещений во многих районах области, в частности благодаря вводу новых гостиниц и гостевых домов Так в 2011 году прибыло 308 тысяч туристов, что на 7,5% больше показателей 2010 года. В области насчитывается 80 коллективных средства размещения, в том числе 47 гостиниц. Общий номерной фонд — 7 000 мест. Великий Новгород входит в такие популярные экскурсионные маршруты, как «Великие земли: Смоленская, Псковская, Новгородская» и в «Серебряное кольцо России».